# Nibelungenlied
Nibelungenlied (phát âm tiếng Đức: [ˈniːbəlʊŋən-], [ˈnɪbəlʊŋən-] hoặc [ˌniːbəˈlʊŋənˌliːt] ⓘ ; tiếng Đức: Der Nibelunge liet hoặc Der Nibelunge nôt, tạm dịch: Trường ca [về kho báu] Niflungr) là một sử thi do tác giả nặc danh soạn vào khoảng năm 1200 bằng tiếng Đức trung đại.

## Lịch sử
Thi nhân ẩn danh có khả năng là cư dân miền Passau. Nibelungenlied đã dựa theo một số truyền thuyết và hình mẫu lịch sử đã xuất hiện ở thế kỷ V hoặc VI, thậm chí hầu hết các dân tộc nói tiếng Đức. Song song với bài thơ Đức ở Scandinavia được tìm thấy đặc biệt là trong các vị anh hùng của Thi ca Edda và trong Völsunga Saga.

## Nội dung
(Các địa danh và nhân vật được lược thuật dưới đây theo văn bản gốc bằng tiếng Đức trung đại làm tiện khảo cứu)
Chương thứ nhất: Sivrit cầu thân
Chàng thợ phó Sivrit đi đến Worms để có được hôn nhân với công chúa Burgund Kriemhilt thông qua bào huynh Gundahar. Gundahar chỉ chấp thuận cho Sivrit kết hôn với Kriemhilt nếu Sivrit giúp Gundahar có được bà chúa băng giá Brunhilt làm vợ. Sivrit lừa Brunhilt để hoàn thành sứ vụ và thành hôn với Kriemhilt. Tuy nhiên Brunhilt và Kriemhilt trở thành tình địch, cuối cùng dẫn đến việc Sivrit bị chú họ Gundahar là Hagen ám sát với sự đồng lõa của chính nhà vua.
Chương thứ hai: Kriemhilt phục cừu
Góa phụ Kriemhilt tái hôn với Etzel, tù trưởng Hun. Nàng mời vương huynh và quần thần sang viếng vương quốc Etzel hòng trừ cái họa Hagen. Sự trả thù của nàng đã dẫn đến cái chết của tất cả những người Burgund đã đến cùng Etzel cũng như sự hủy diệt vương quốc Etzel và cái chết của chính Kriemhilt.

## Ảnh hưởng
Nibelungenlied là thiên anh hùng ca khởi thủy cho toàn bộ nền văn nghệ Đức, giúp các nhà nghiên cứu tìm ra một thể loại thơ anh hùng viết lớn hơn. Bi kịch của sử thi này dường như khiến công chúng trung đại không lấy gì làm hài lòng, và phần tiếp theo đã được viết tiếp, với tên là Nibelungenklage, với nội dung làm cho bi kịch không phải là cuối cùng. Tác phẩm đã bị lãng quên sau khoảng năm 1500, nhưng được phát hiện lại vào năm 1755. Được mệnh danh là "Ilias kiểu Đức", Nibelungenlied  bắt đầu một số phận mới là quốc sử Đức. Nó đã được lợi dụng cho mục đích tăng cường tính dân tộc và được xử dụng nhiều trong tuyên truyền chống dân chủ, phản động và quan điểm Quốc gia-Xã hội chủ nghĩa trước và trong Thế chiến thứ hai. Di sản của nó ngày nay được thấy rõ nhất trong chu kỳ hoạt động của Richard Wagner Der Ring des Nibelungen, tuy nhiên, chủ yếu dựa trên các nguồn Bắc Âu cũ.
Năm 2009, ba thủ cảo chính của Nibelungenlied  đã được ghi vào Di sản tư liệu thế giới của UNESCO vì ý nghĩa lịch sử của chúng. Nó được gọi là "một trong những tác phẩm ấn tượng nhất và chắc chắn là mạnh mẽ nhất trong các sử thi của Đức trung đại".

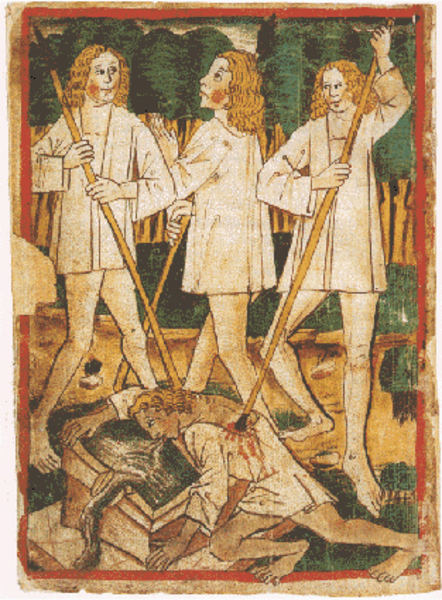
Cái chết của Siegfried. Nibelungenlied dạng bản thảo.

## Liên kết
Nguyên bản Đức ngữ cổ
- Complete list of manuscripts (Handschriftencensus)
- Facsimile of manuscript

Dịch phẩm
- Karl Bartsch edition (Leipzig, 1870–80)
- Transcriptions of the main manuscripts (ABCndk)
- Die Nibelungen-Werkstatt - Synoptic edition of all the complete manuscripts

Anh ngữ
- Tác phẩm liên quan đến Nibelunglied tại Wikisource
- Translation by Daniel B. Shumway available from The Medieval & Classical Literature Library
- Translation by Daniel B. Shumway available from Project Gutenberg
- The Nibelungenlied: Translated into Rhymed English Verse in the Metre of the Original by George Henry Needler
- The Lay of the Nibelungs – A line by line translation of the "B manuscript" by Alice Horton

Sách âm thanh
- The Nibelungenlied - sách nói thuộc phạm vi công cộng tại LibriVox
- On-going audio recording in Middle High German